# Écluse-ascenseur de Peterborough

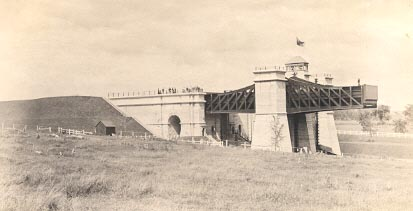
Inauguration de l'ascenseur en 1904

L'écluse-ascenseur de Peterborough (en : Peterborough Lift Lock) est un ascenseur à bateaux et l'écluse 21 de la voie navigable Trent-Severn, en Ontario (Canada).
Il permet de compenser une dénivellation de 19,8 mètres. Construit par Richard Birdsall Rogers et inauguré le 9 juillet 1904, il était à l'époque le plus grand ouvrage du genre jamais réalisé. 
La taille imposante de la construction s'explique à la fois par un dimensionnement compatible avec les sévères conditions de l'hiver canadien, ainsi que l'utilisation des techniques les plus modernes disponibles à l'époque. La construction de la superstructure est l'œuvre de la Dominion Bridge Company, pour un montant de 240 000 $.
L'ascenseur utilise un système de mesure du poids pour gérer les déplacements. Lorsqu'un des 2 bacs atteint 30 cm sous le niveau du canal du haut, l'ascenseur s'arrête. La porte s'ouvre entre le bac et le canal pour que l'eau s’engouffre dans le bac pour rééquilibrer les hauteurs d'eau. Dans ce type d'ascenseur, c'est la poussée de l'eau (poids) qui crée le déplacement vertical d'un bac. Le bac le plus rempli descendant alors que le moins rempli remonte…
En 1980, un centre pour visiteurs a été construit près de l'ascenseur. Il propose des simulations interactives qui expliquent la façon dont les bateaux peuvent passer la différence de niveau. On y trouve également des renseignements sur l'histoire de l'ascenseur depuis sa construction jusqu'à aujourd'hui.
Beaucoup d'habitants de Peterborough pratiquent le patinage sur le canal gelé durant l'hiver.

## La trompe hydraulique
Pour un article plus général, voir Trompe hydraulique.
L'écluse-ascenseur fonctionne par contrepoids, mais une source d'énergie reste nécessaire pour les différents organes de manœuvre. À l'origine, celle-ci est de l'air comprimé produit, de manière très originale, par une trompe hydraulique moderne.
Conçue est fabriquée par Charles Havelock Taylor, cette trompe de 33,5 kW (45 hp) est une des plus petites réalisée par cet entrepreneur. Elle délivre 510 m3/s (25 c.f.m.) d'air à 1,93 barg (28 PSI gauge) pour gonfler les joints d'étanchéité des portes et assécher les puisards au moyen d'airlifts. L'air non utilisé pendant les phases d'attente est expulsé par un évent de décharge. Le service très intermittent de la trompe ne semble pas avoir permis et motivé une étude détaillée de son efficacité. La fiabilité et la discrétion de l'installation, encastrée dans la maçonnerie, ont fait que l'existence et les caractéristiques de cette trompe étaient peu connues des locaux.
En 1926, alors que l'installation fonctionne depuis 22 ans sans problème, l'ingénieur exploitant l'écluse s'inquiète de la pérennité de l'installation dont la maintenance n'a jamais été faite. Un compresseur à deux pistons, mû par une turbine hydraulique, est alors installé. Mais en 1954, Schulze relève que ce compresseur ne s'est encore jamais avéré nécessaire. La trompe cesse d'être utilisée en 1967.

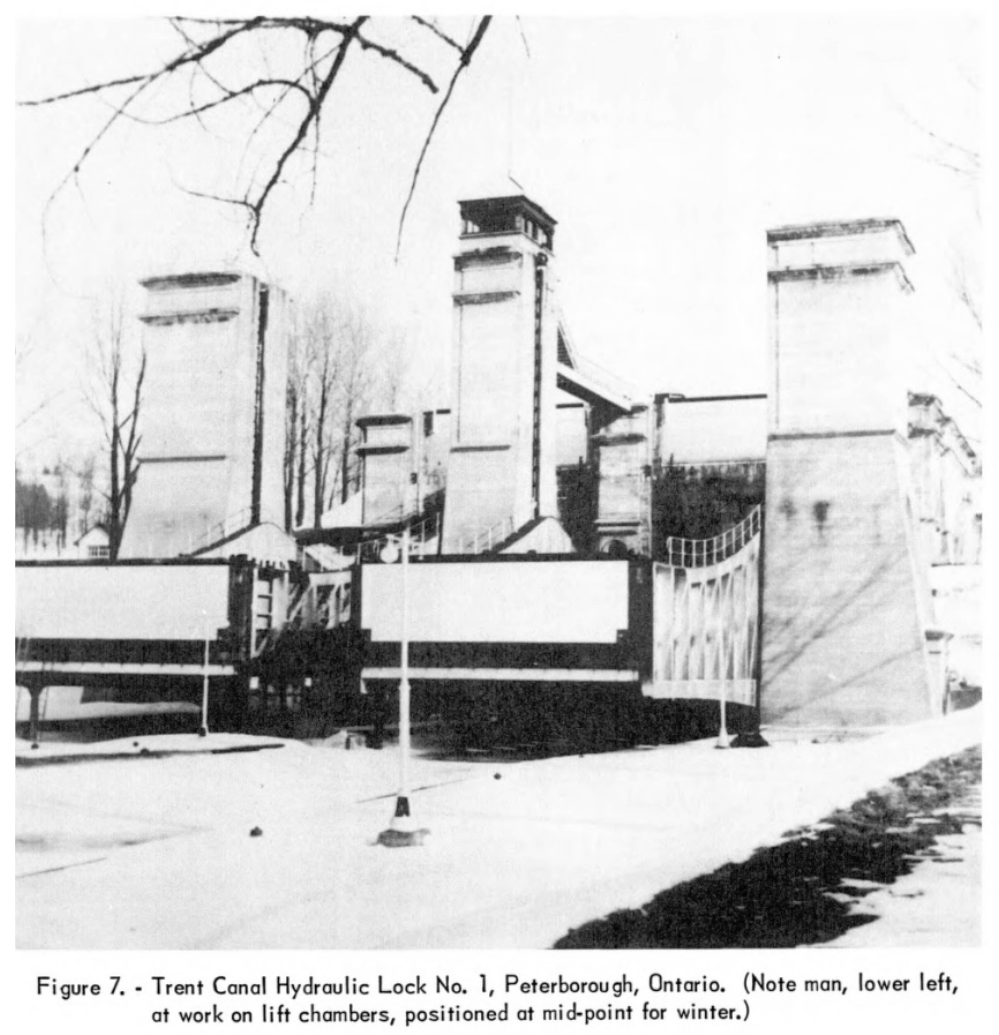
L'écluse en 1954, alors que la trompe est discrètement en service.
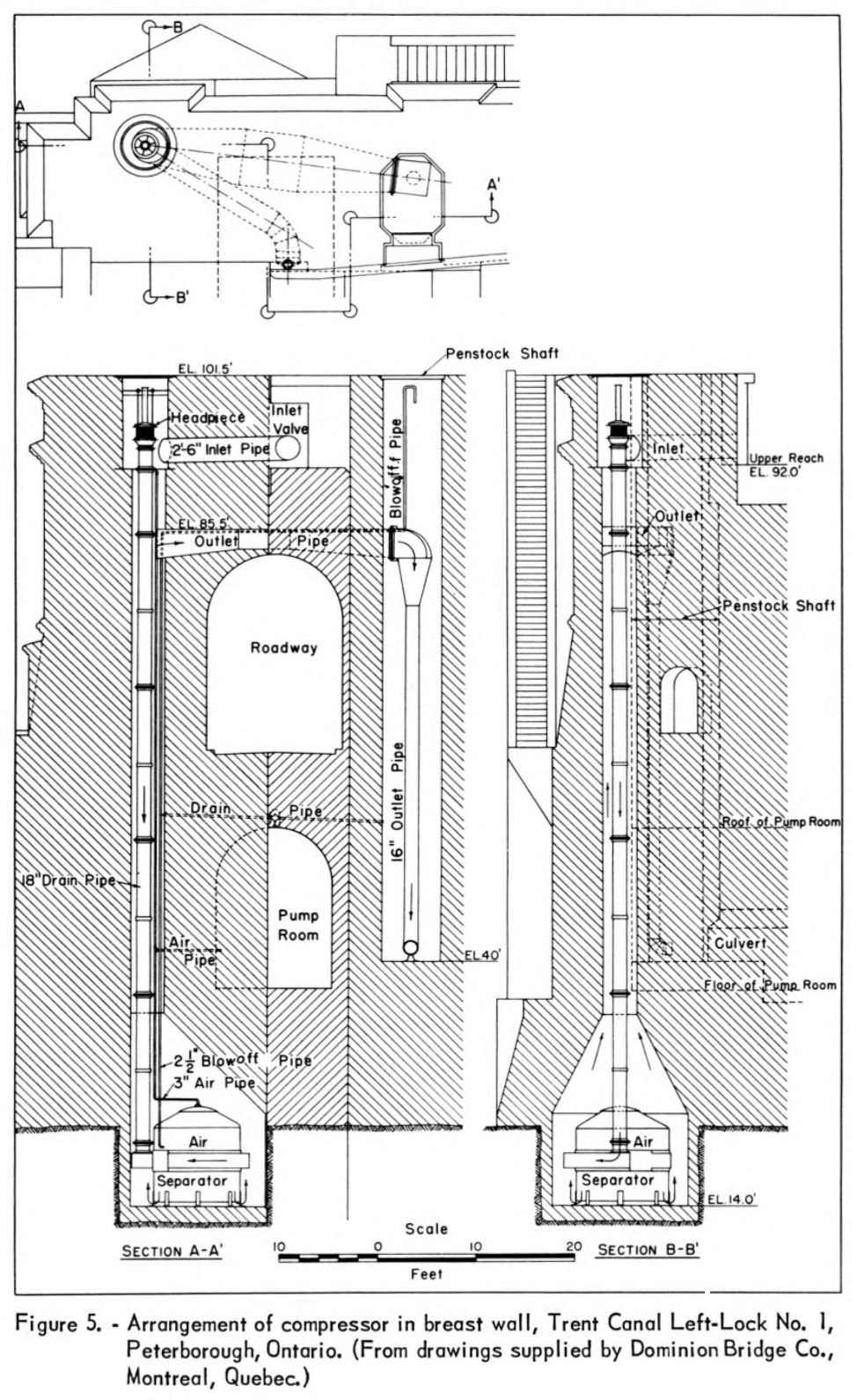
Disposition du compresseur dans la paroi de l'ascenseur à bateau.
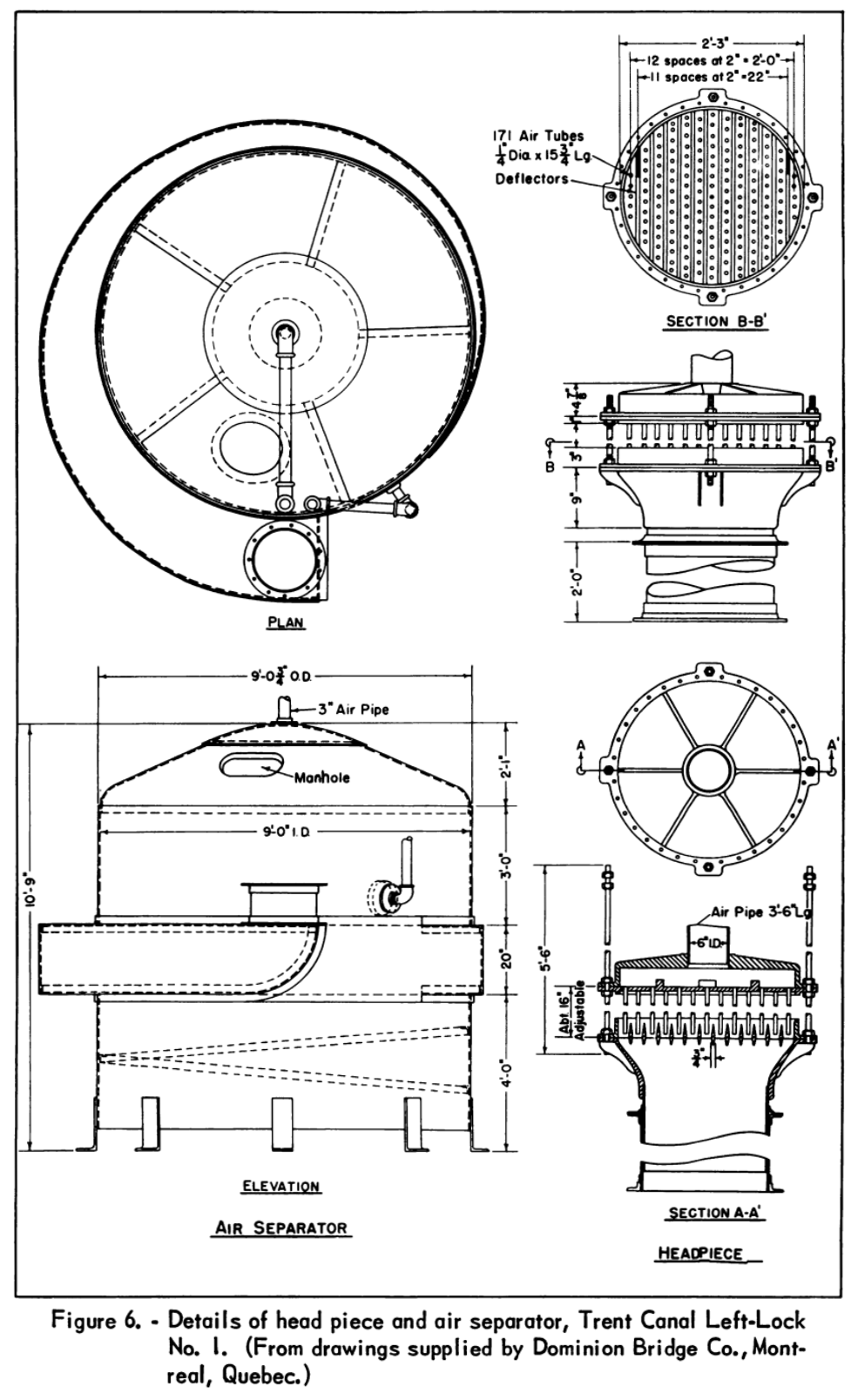
Détails de la prise d'air et du dévésiculeur.